# Metaborite
La metaborite è un minerale di boro. È di colore marrone chiaro, marrone-bianco o priva di colore. La sua formula chimica è HB02 ed è composta per il 24,67% di boro, per il 2,3% di idrogeno e per il 73,03% di ossigeno. Più precisamente, è composta per il 79,44 per cento di ossido di boro (B2O3) e per il 20,56% di acqua (H2O). Ha un peso molecolare di 43,83 grammi.